# HD205244
HD205244 — хімічно пекулярна зоря спектрального класу A6, що має видиму зоряну величину в смузі V приблизно  6,9.
Вона  розташована на відстані близько 291,5 світлових років від Сонця.